# Münch von Bellinghausen (Adelsgeschlecht)

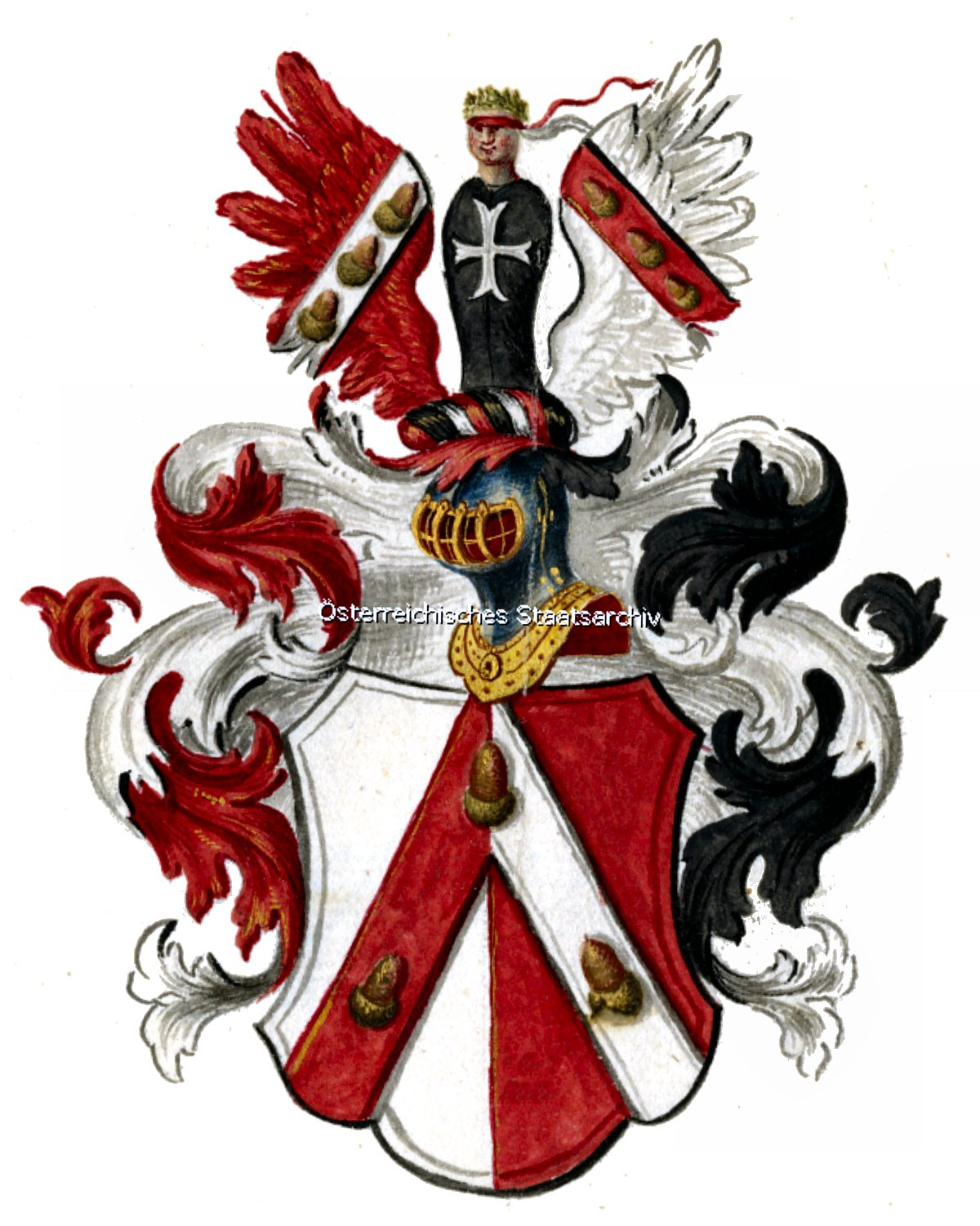
Stammwappen derer von Münch (1744)

Die Familie Münch stammt ursprünglich aus Trier und erhielt 1745 das Prädikat von Bellinghausen, durch Verwandtschaft mit der damals ausgestorbenen Familie Bellinghausen.

## Geschichte
Der kurtrierscher Amtsschreiber und nachheriger Geheimsekretär des Erzbischofs Jakob III. von Eltz Georg Münch wurde von Kaiser Rudolph II. am 6. Aug 1580 in den Reichsadel erhoben. Er war mit Anna von Ittersum verheiratet und wurde Stammvater der später in Österreich und Mähren ansässigen Freiherren von Münch-Bellinghausen.
Sein Sohn Johann (* 1596) heiratete Anna Maria von Catterbach, und sein Enkel Christian Georg (* 1617) wurde kurfürstlicher Amtmann zu Numegen. Dieser heiratete Elisabeth von Bellinghausen, die letzte aus diesem alten westfälischen Geschlecht. Dessen Sohn Heinrich heiratete Anna Benigna von Heister und starb als kurfürstlicher Rat und Bürgermeister von Jülich. Sein Sohn Johann Heinrich war Rat und Referendar zu Pfalz und Schöffe des fürstlichen Kriminalgerichts. Dessen Sohn war der kurtrierische Geheime Rat und Hofkanzler Johann Joachim Georg (* 18. Februar 1701; † 22. April 1774); dieser ließ sich 1744 den Reichsadel bestätigen. Am 6. Juli 1745 wurde er in den Reichsfreiherrenstand mit dem Prädikat von Bellinghausen erhoben, denn der letzte männliche Spross derer von Bellinghausen, der Fürst und Abt zu Corvey Christoph von Bellinghausen, war bereits 1698 gestorben.
Johann Joachim Georg Münch von Bellinghausen war in zweiter Ehe mit Wilhelmine von Wirth (* 20. Mai 1713, † 20. April 1791) verheiratet. Deren drei Söhne Joseph, Joachim und Constantin erhielten am 3. Juni 1794 eine Bestätigung des Reichs-Freiherrenstandes von Kaiser Franz II. und begründeten drei Linien.

## Wappen
Blasonierungen
- Stammwappen 1744: Von Silber und Rot gespalten mit einem Sparren verwechselter Farbe, dieser mit drei (1:2) natürlichen Eicheln belegt. Auf dem Helm mit rechts rot-silbernen, links schwarz-silbernen Helmdecken  aus roth-schwarz-silbernem Wulst ein rother und ein silberner Flügel, je mit einem schrägeinwärts gerichteten Balken verwechselter Farbe, auf dem die drei Eicheln angebracht sind, belegt zwischen dem Fluge ein grün bekränzter, schwarz gekleideter bartloser Mannesrumpf, ein silbernes Kreuz auf der Brust, die Augen mit roth silberner Binde verbunden.
- Wappen 1745 und 1794: Geviert, 1 und 4 das Stammwappen, 2 und 3 in Blau zwei schräg gelegte, mit drei goldenen Ringen zusammengehaltene und an den Enden auswärts gebogene goldene Stäbe (Maueranker). Zwei Helme, auf dem rechten mit rot-silbernen Decken das Kleinod des Stammwappens, auf dem linken mit blau-goldenen Decken zwischen goldenem und blauem Flügel der Maueranker.
- Wappen 1831: Schild wie 1794 mit drei Helmen: I. und III. wie 1794, II. gekrönter schwarzer Doppeladler. Decken schwarz-golden. Schildhalter: zwei geharnischte Ritter, der rechte mit rot-silberner Schärpe, einer roten und einer silbernen Straußenfeder auf dem Helm, in der freien Hand einen von Roth und Silber gespaltenen Schild, mit dem Mannesrumpf von Helm I, der linke mit blau-goldener Schärpe, eine blaue und eine goldene Feder auf dem Helm, in der freien Hand einen blauen Schild mit den schrägen goldenen Stäben. Devise: Totus honori et patriae.

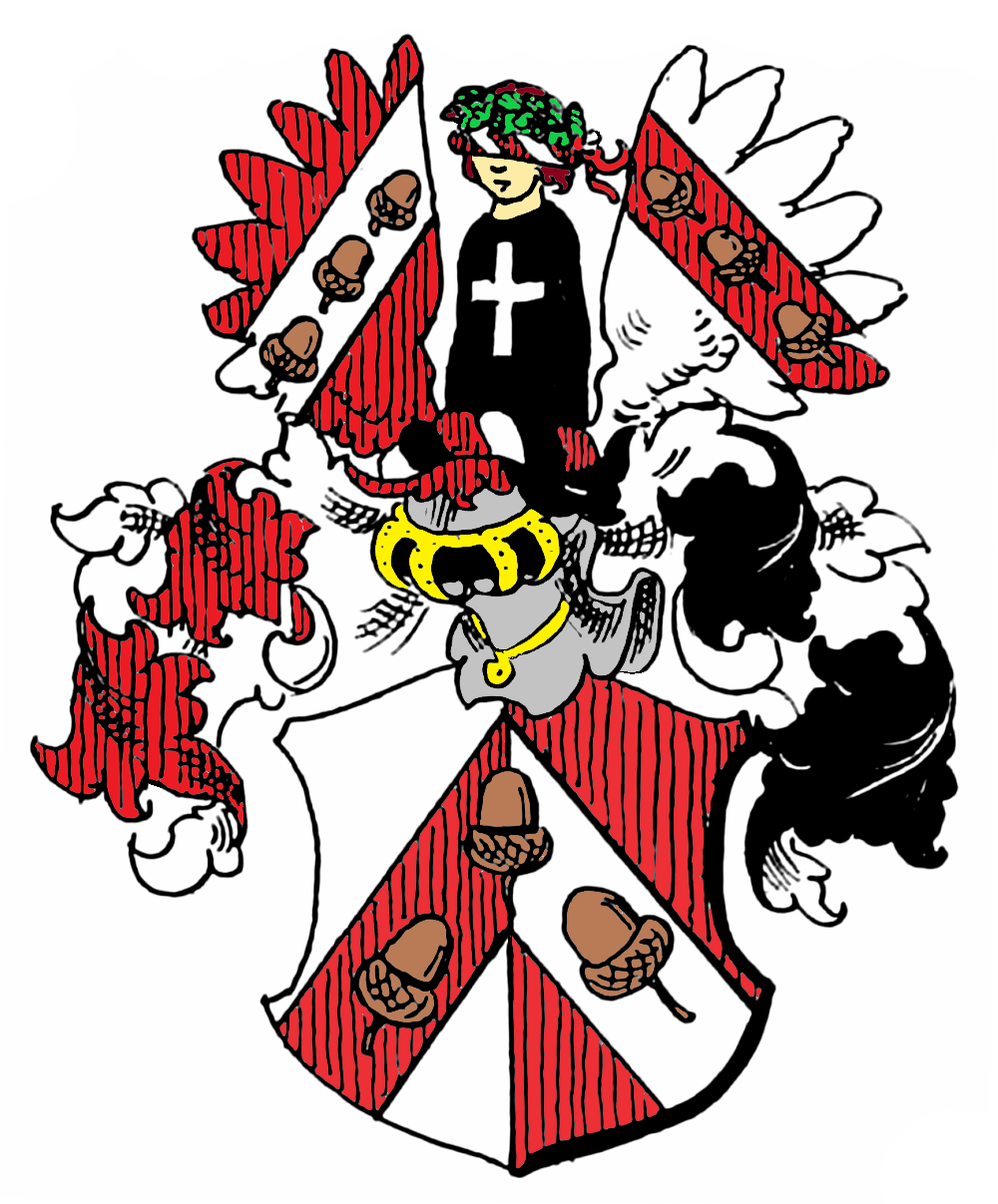
Stammwappen derer von Münch in Siebmachers Wappenbuch (nachkoloriert)
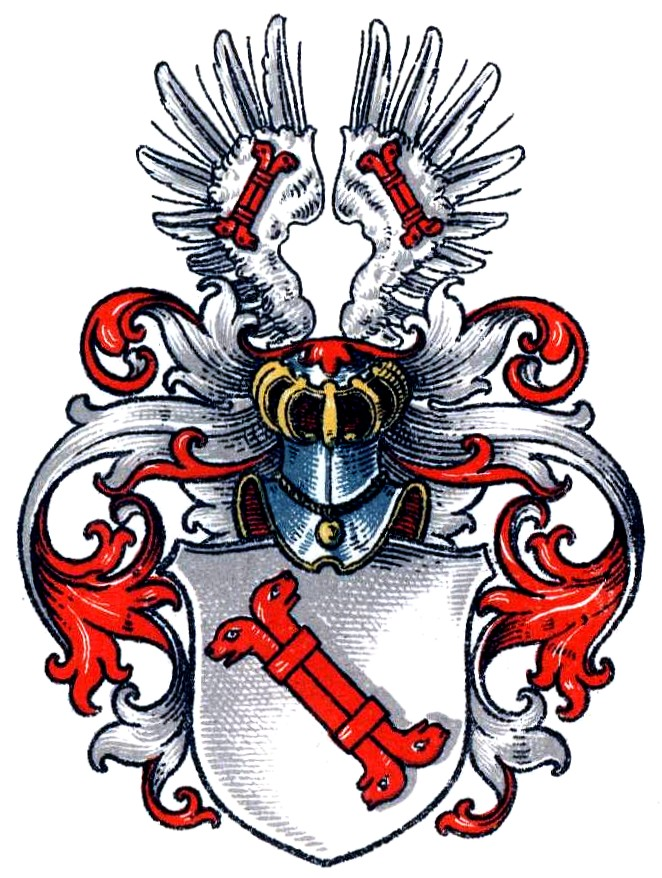
Übernommenes Wappen derer von Bellinghausen
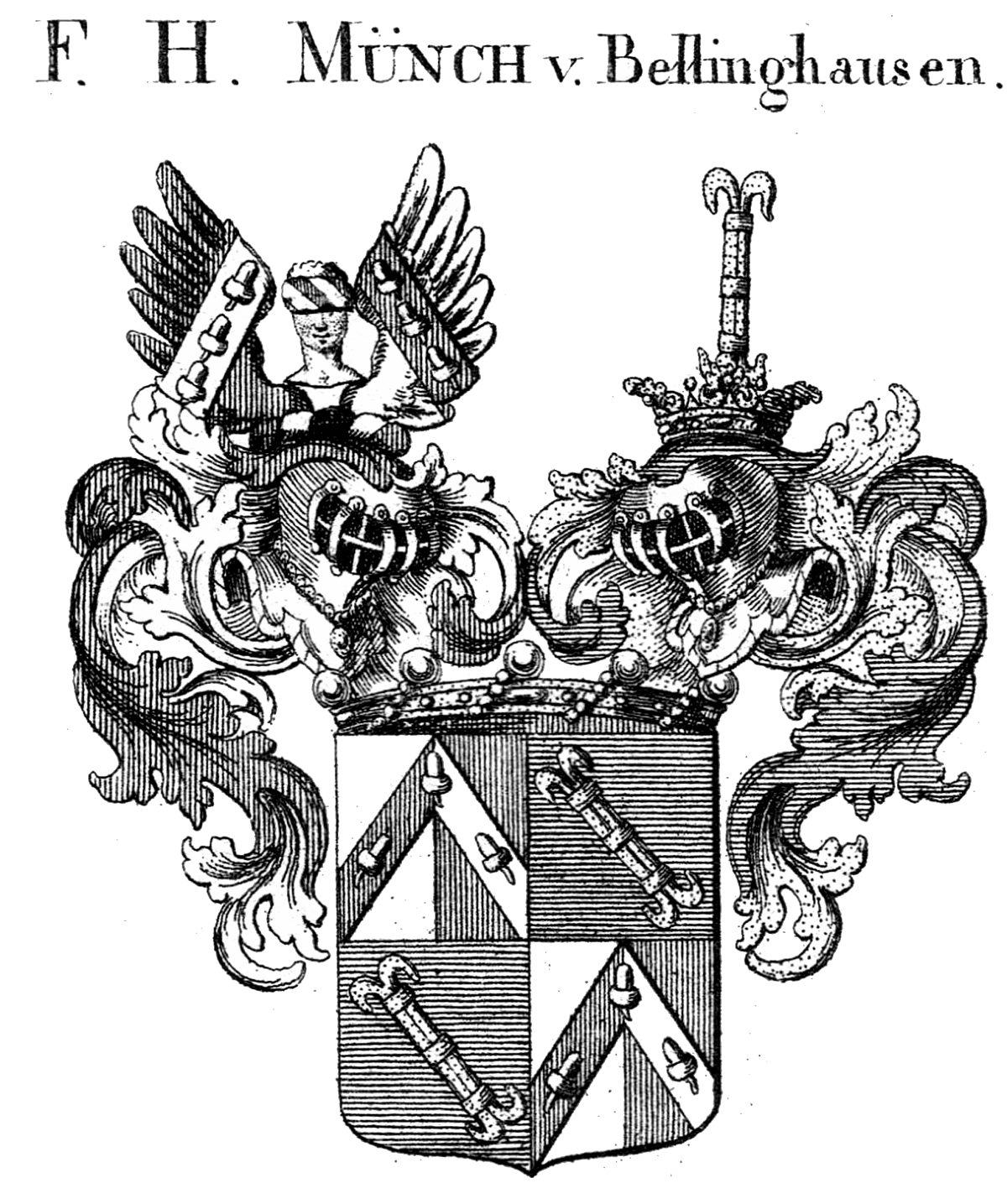
Wappen der Freiherren Münch von Bellinghausen, 1794
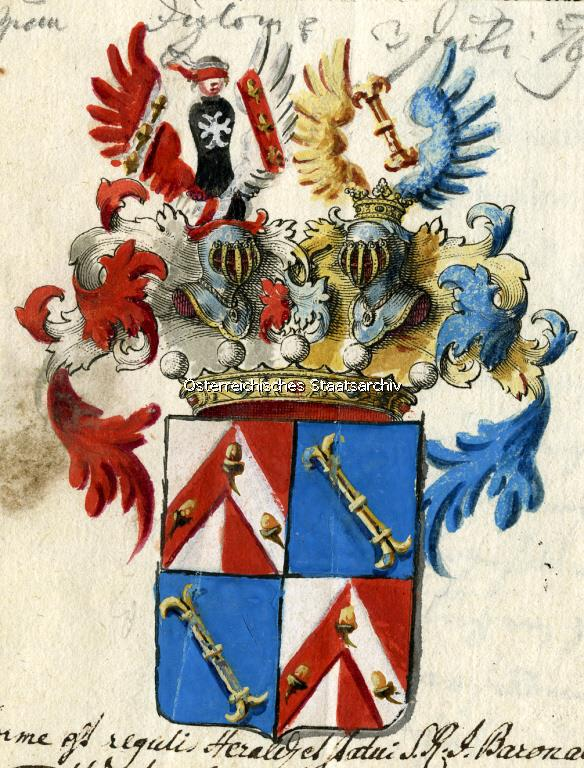
Wappen der Freiherren Münch von Bellinghausen, 1794
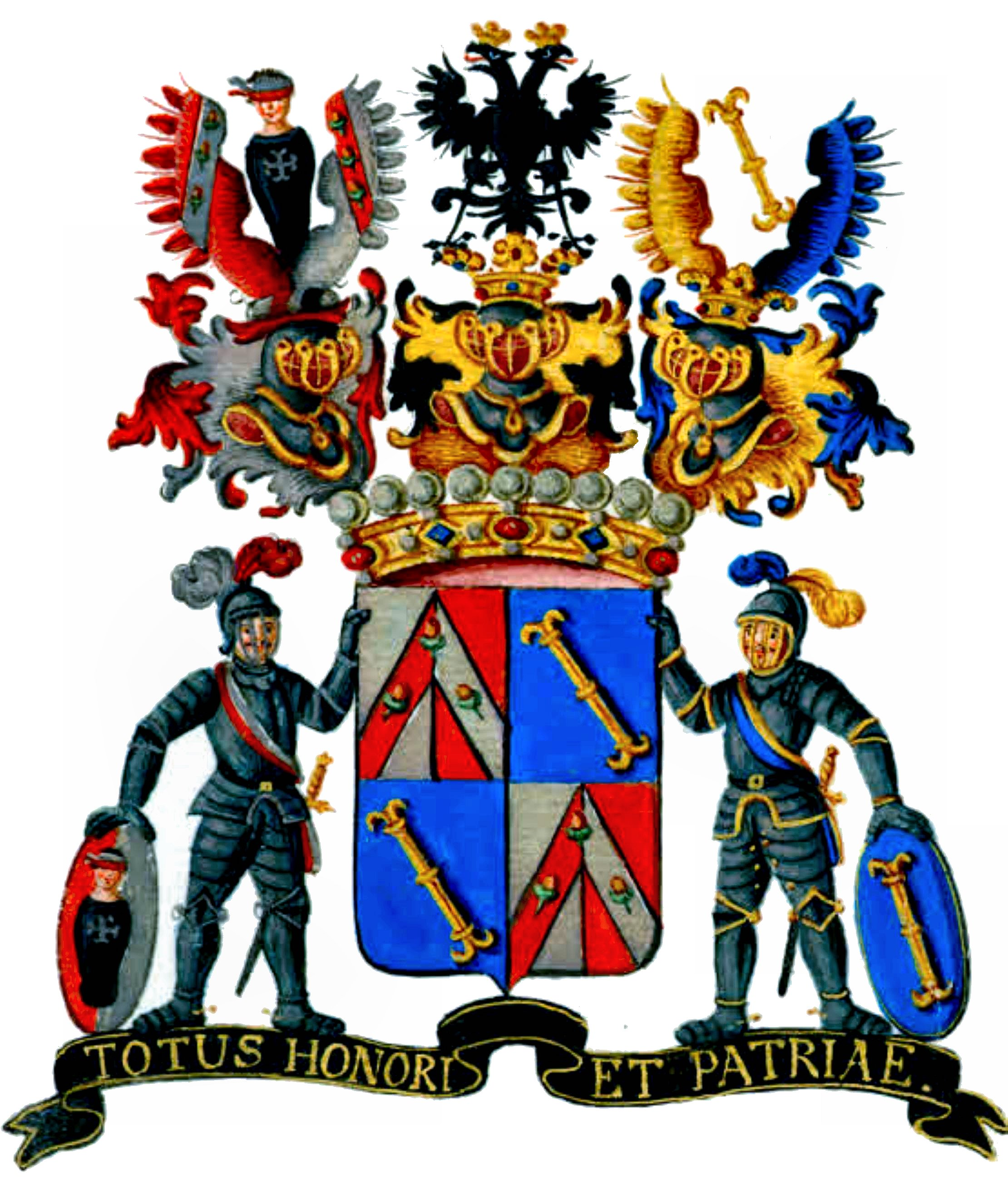
Wappen Graf Münch von Bellinghausen (1832)

## Vertreter

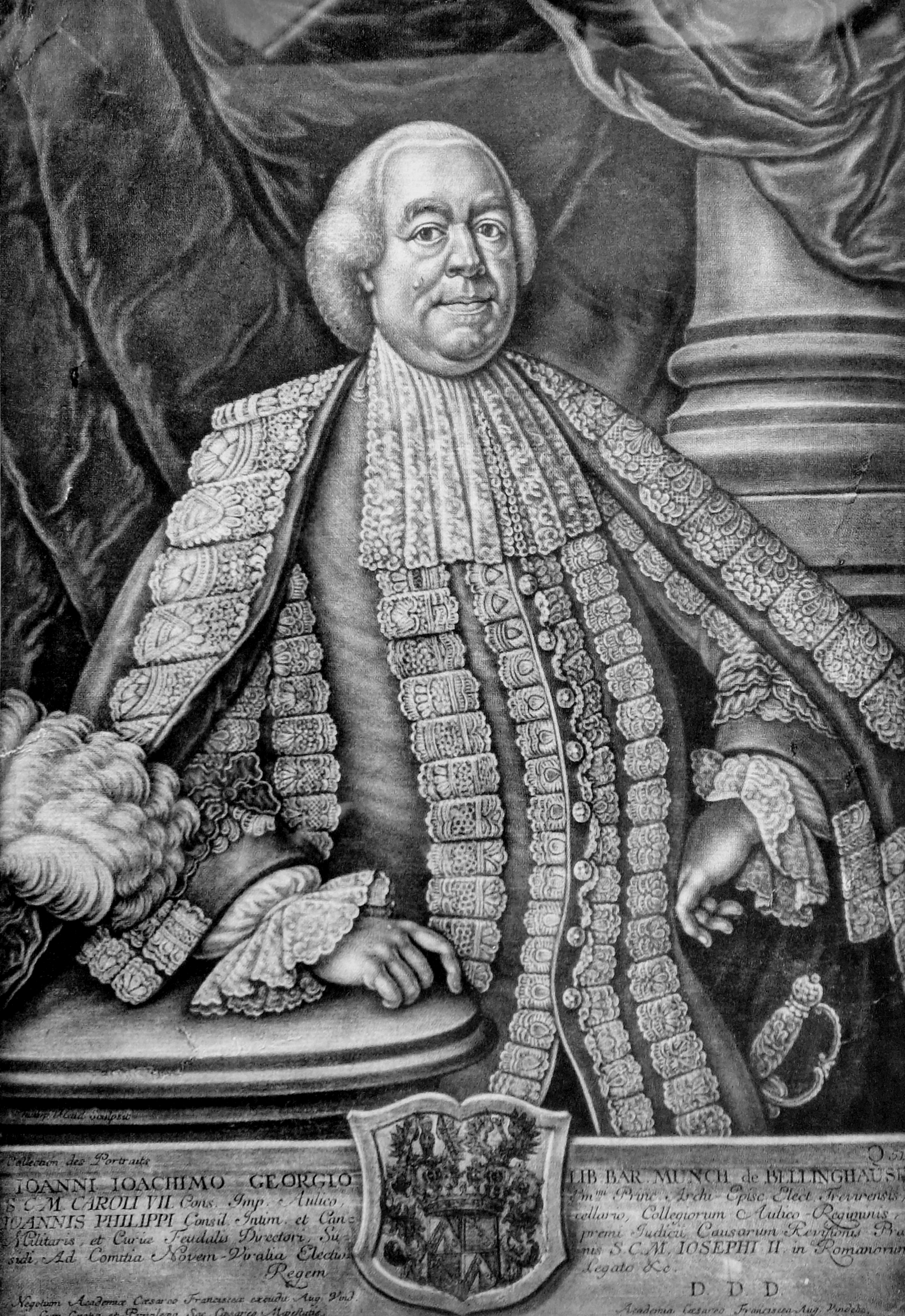
Johann Joachim Georg Freiherr Münch von Bellinghausen (1701–1774)

- Johann Joachim Georg von Münch-Bellinghausen (1701–1774), Hofkanzler, geheimer Staatsrat
- Franz Joseph von Münch-Bellinghausen (1735–1802)
- Joachim Eduard von Münch-Bellinghausen (1786–1866), Diplomat Grafenstand 27. Juni 1831
- Franz von Münch-Bellinghausen (1787–1863), preußischer Geheimer Regierungsrat in Köln
- Cajetan Michael von Münch-Bellinghausen (1776–1831), wirklichen Staats- und Konferenzrat, Kanzlers des Ordens goldenen Vließ
- Anton Kasimir von Münch-Bellinghausen (1785–1864), wirklicher geheimer Rat
- Joseph von Münch-Bellinghausen (1801–1861), Diplomat
- Karl von Münch-Bellinghausen (* 23. November 1820), Militär
- Victor von Münch-Bellinghausen (1837–1860), Oberlieutenant, Gefallen bei Solferino[2]
- Eligius Franz Joseph von Münch-Bellinghausen (1806–1871) (Psdo. Friedrich Halm)
- Constanze von Münch-Bellinghausen (1859–1919), österreichische Malerin